# Texcochapan de Abajo
Texcochapan de Abajo är en ort i Mexiko.   Den ligger i kommunen Santiago Tuxtla och delstaten Veracruz, i den sydöstra delen av landet, 400 km öster om huvudstaden Mexico City. Texcochapan de Abajo ligger 126 meter över havet och antalet invånare är 694.
Terrängen runt Texcochapan de Abajo är kuperad norrut, men söderut är den platt. Terrängen runt Texcochapan de Abajo sluttar söderut. Runt Texcochapan de Abajo är det ganska tätbefolkat, med 111 invånare per kvadratkilometer. Närmaste större samhälle är San Andres Tuxtla, 10,3 km öster om Texcochapan de Abajo. Omgivningarna runt Texcochapan de Abajo är en mosaik av jordbruksmark och naturlig växtlighet.